# Počasna sokolska garda Osijek
Počasna sokolska garda Osijek je počasna povijesna postrojba koja dijeluje unutar udruge Hrvatski sokol Osječko-baranjske županije Osijek. Rad Udruge obnovljen je 1995. godine i uglavnom slijedi tradiciju počasne garde Hrvatskog sokola osnovane 1896. godine u Osijeku.

## Počasna sokolska garda
Počasna sokolska garda Osijek je počasna povijesna postrojba koja dijeluje unutar udruge Hrvatski sokol Osječko-baranjske županije Osijek. Rad Udruge obnovljen je 1995. godine i uglavnom slijedi tradiciju počasne garde Hrvatskog sokola osnovane 1896. godine u Osijeku.
Počasna sokolska garda ima 50 članova volontera, uglavnom srednjoškolaca i studenata, starosti do 30 godina. Visina od 182 do 197 cm jedan je od propisanih uvjeta za ulazak u Počasnu sokolsku gardu Osijek. Kandidati se moraju odlikovati karakterom, plemenitošću i izobrazbom, a status sokola ne smiju koristiti za osobnu korist i interes. 
Udruga raspolaže šezdeset jednom svečanom odorom te dodatnom opremom za svakog pripadnika Počasne garde. Odora se sastoji od kape koja je od crnog krzna s pozlaćenim amblemom sokola te sokolskim perom, crvene slavonske košulje, plave bluze ukrašene zlatnim ukrasima, jahaćih tamno plavih hlača ukrašenim ukrasima od zlatnih niti, pelerine koja se nosi na lijevom ramenu koja je također ukrašena zlatnim nitima, jahačih čizama od crne kože te ostale opreme poput širokog remena sa srebrnom kopčom na kojem se nosi sablja.
Pripadnici Počasne garde godišnje naprave više od 160 izlazaka u Osječko-baranjskoj županiji, Hrvatskoj, ali i u inozemstvu. Hrvatski sokol Osijek jedan je od suosnivača Saveza povijesnih postrojbi hrvatske vojske i član je Europskog saveza povijesnih postrojbi. Dobitnik je mnogobrojnih priznanja i zahvalnica, pa i godišnje volonterske nagrade. 
Hrvatski sokol obilježava svoj dan 30. travnja u spomen na Petra Zrinskog i Frana Krstu Frankopana. Dan Počasne garde slavi se 21. ožujka u spomen na dan 1848. godine kada je uspostavljena Đačka straža ili počasna garda Hrvatski sokol, a koja je čuvala i bana Josipa Jelačića. 
Dana zastave Hrvatskog sokola obilježava se 16. rujna u spomen na dana kada su 1896. hrvatski sveučilištarci pod zastavom Hrvatskog sokolskog saveza i pod vodstvom Stjepana Radića i Vladimira Vidrića spalili mađarsku zastavu ne podržavajući tadašnji režim.

## Poveznice
- Sokol, pokret
- Hrvatski sokol
- ZTD Hrvatski sokol
- Hrvatski orlovski savez

## Vanjske poveznice
- Službene stranice
- Facebook stranica